# Teatre Àrab-Hebreu
El Teatre Àrab-Hebreu (en àrab: المسرح العربي العبري) (en hebreu: התיאטרון הערבי-עברי ביפו) és un teatre bilingüe que es troba en l'antiga casa Saraya, en la ciutat de Jaffa. El teatre serveix d'escenari per a dues companyies teatrals que treballen de manera independent en dos idiomes: la una en hebreu i l'altra en àrab. La companyia de teatre hebreu es diu "Teatron Mekomi". La companyia hebrea va ser fundada en 1990 per Yigal Ezrati i Gabi Eldor. La companyia de teatre àrab es diu "Al-Saraya", i va ser fundada en 1998. El teatre és finançat parcialment pel Ministeri de Cultura i Esport d'Israel i per l'Ajuntament de Tel-Aviv. El teatre té tres directors d'art: Mohammad Bakri, Yigal Ezrati i Gabi Eldor.

## Un escenari, dues companyies
El teatre Àrab-Hebreu de Jaffa va ser fundat en 1998. El propòsit del teatre és reunir a les dues cultures úniques sota el mateix sostre mitjançant el teatre. L'edifici va ser cedit a les dues empreses per l'Ajuntament de Tel-Aviv. Va ser objecte d'importants reformes degut a l'avançada edat de l'edifici, així com per la necessitat de conservació i remodelació del mateix per esdevenir un teatre. El director artístic de la companyia àrab és Adib Jahshan. Les dues companyies dirigeixen obres de teatre en hebreu i en àrab de manera independent. El teatre ofereix l'oportunitat a tots dos grups d'expressar les seves diferències artísticament en el mateix escenari. De tant en tant, els dos grups es reuneixen per discutir certs temes, però cada empresa és independent. El teatre és finançat pel municipi de Tel-Aviv i pel Ministeri de Cultura israelià. El teatre va ser fundat gràcies a la creença que un teatre únic capaç d'integrar a diferents ètnies i comunitats, és un element significatiu i important, malgrat les dificultats financeres.